# Isabelle Sambou
Isabelle Sambou (ur. 20 października 1980) – senegalska zapaśniczka walcząca w stylu wolnym.
Dwukrotna olimpijka. Piąta w Londynie 2012 w wadze 48 kg i ósma w Rio de Janeiro 2016 w kategorii 53 kg.
Dziesięć razy brała udział w mistrzostwach świata, jej najlepszy wynik to ósme miejsce w 2010 i 2013. Srebrna medalistka igrzysk afrykańskich w 2015, brązowa w 2007 i czwarta w 2003. Zdobyła czternaście medali na mistrzostwach Afryki w latach 2001 – 2016, w tym dziewięć złotych.
- Turniej w Londynie 2012

Pokonała Maroi Mezien z Tunezji i Iworyjkę Rosalie Bénié Tano, a przegrała z Carol Huynh z Kanady i Japonką Hitomi Obara.